# Wappen des Bezirks Charlottenburg-Wilmersdorf

Wappen des Bezirks Charlottenburg-Wilmersdorf

Das Wappen des Bezirks Charlottenburg-Wilmersdorf von Berlin wurde aus den bisherigen eigenen Wappen der Bezirke Charlottenburg und Wilmersdorf erstellt.
Das Wappen wurde am 4. September 2001 vom Senat des Landes Berlin verliehen.

## Blasonierung
„Unter silbern-blau gespaltenem Schildhaupt, darin drei Lilien in verwechselten Farben, in Gold ein gezinntes blaues Burgtor mit offenem schwarzem Fallgatter, die Seitentürme mit Kuppeldächern, der Mittelbau mit einem Walmdach, das oben mit zwei abgewendeten Flaggen besteckt ist, die rechte schwarz-silbern, die linke silbern-rot geteilt. Die Seitentürme sind belegt mit je einem Schild: rechts in Silber ein goldengekrönter und -bewehrter schwarzer Adler mit goldenen Kleeblattstängeln auf den Flügeln und auf der Brust belegt mit dem goldenen Monogramm FR, überhöht von einer goldenen Königskrone; links in Rot ein silbernes springendes Ross. Auf dem Schild ruht eine rote dreitürmige Mauerkrone, deren mittlerer Turm mit dem Berliner Wappenschild belegt ist.“

## Geschichte

### Charlottenburg

Wappen der Stadt Charlottenburg von 1705

Als im Jahre 1705 von Friedrich I. das Schloss Lützenburg und die dem Schloss gegenüber liegende Siedlung in Charlottenburg umbenannt und das Stadtrecht verliehen wurde, bekam die Stadt auch ein Wappen. Für das Wappen wurde die Abbildung des auf der Charlottenburger Flagge erstmals 1704 zu sehenden Wappen übernommen. Das Wappen zeigt im goldenen Schild ein schwebendes blaues gezinntes Burgtor mit aufgezogenem schwarzen Fallgatter im Durchgang des Mittelbaus. Die seitlichen Türme sind mit Kuppeldächern versehen und der Mittelbau mit einem Walmdach. Das Walmdach ist auf dem First mit zwei nach außen wehenden Flaggen besetzt. Die linke Flagge ist silbern-rot und die rechte schwarz-silbern. Die Türme sind jeweils mit einem Wappenschild belegt. Das rechte Schild ist das Wappen von Preußen und das linke Schild das Wappen von Niedersachsen (Haus Hannover). Das Wappen von Preußen zeigt in der Form von 1704 einen mit der Königskrone gekrönten, rotgezungten und goldbewehrten schwarzen Adler in silbernen Schild. Der Adler trägt auf seiner Brust den gekrönten goldenen Namenszug „FR“. Seine Flügel sind mit goldenen Kleestengeln belegt. Das Wappen Niedersachsens zeigt ein springendes silbernes Ross im roten Schild. Aber auch die Flaggen symbolisieren mit ihren Farben die Länder. Schwarz-weiß für Preußen und weiß-rot für Niedersachsen (Haus Hannover). Die beiden Wappenschilde sollen an die Gründer Charlottenburgs erinnern. An König Friedrich I. in Preußen und an seine Gemahlin Sophie Charlotte von Hannover, die Namenspatronin für die Stadt und das Schloss war.
Von dem Wappen gab es auch einige unterschiedliche Darstellungsformen. So blickt der preußische Adler bei der Darstellung von Otto Hupp nach links und wendet damit den Kopf dem springenden Ross zu. Diese Form der Darstellung ist bei Allianzwappen üblich.
Anfang des 19. Jahrhunderts umgaben Siegel die Burg noch mit Bienenkorb und Lyra. Der Bienenkorb sollte den Fleiß der Charlottenburger symbolisieren. Zusätzlich wurde auch noch ein zweiter preußischer Adler über der Burg eingefügt.

### Wilmersdorf
Wilmersdorf ging aus einem Dorf hervor, welches den Herren von Wilmersdorff gehört hat. Das 1802 ausgestorbene Geschlecht derer von Wilmersdorff musste 1799 seinen Besitz aufgeben. Die Bebauung des Ortes verlief über die Jahre sehr zögernd. Anfang des 20. Jahrhunderts war der Ort zu einer Stadt herangewachsen und erhielt 1906 das Stadtrecht. Vier Jahre später wurde der Stadt ein Wappen verliehen, welches vom Familienwappen derer von Wilmersdorff abgeleitet wurde und somit auf die Herkunft des Ortsnamens Bezug nimmt. Das Wappen zeigt einen von Blau und Silber gevierten Schild. Im ersten blauen Feld ist eine silberne Lilie und im zweiten silbernen Feld eine blaue Lilie. Unten ist eine von Blau und Silber gespaltene Lilie, die mit der blauen Hälfte im dritten silbernen Feld und mit der silbernen Hälfte im vierten blauen Feld liegt.

### Bezirkswappen
Bei der Eingemeindung 1920 nach Berlin war Charlottenburg zum einen Namensgeber für den Bezirk Charlottenburg, und zum anderen wurde das Wappen von Charlottenburg am 8. Januar 1957 als Wappen für den Bezirk übernommen. Zusätzlich wurde es mit der alle Bezirke mit Berlin verbindenden Mauerkrone versehen.
Auch Wilmersdorf war bei der Eingemeindung 1920 nach Berlin der namensgebende Ortsteil für den neuen Bezirk Wilmersdorf. Das Wappen wurde am 3. Oktober 1955 ebenfalls für den Bezirk übernommen und mit der Mauerkrone versehen.
Im Rahmen der Bezirksfusion vom 1. Januar 2001 wurden die beiden Bezirke Charlottenburg und Wilmersdorf zu einem Bezirk zusammengelegt. Da die beiden ehemaligen Bezirke jeweils eine eigene bedeutende, geschichtliche und kulturelle Vergangenheit haben, konnte nicht einfach ein Bezirk in den anderen eingegliedert werden. Zum einen fand dies Ausdruck in dem neuen Doppelnamen Bezirk Charlottenburg-Wilmersdorf, und zum anderen wurde das Wappen des neuen Bezirks aus den beiden einzelnen Wappen der ehemaligen Bezirke gestaltet. Das neue Wappen ist geteilt. Während der Schildhaupt silber-blau gespalten mit drei Lilien von Blau nach Silbern wechselnd die Elemente des Wilmersdorfer Wappen aufnimmt, befindet sich darunter das blaue Burgtor im goldenen Feld aus dem Charlottenburger Wappen in grafisch überarbeiteter und vereinfachter Form.
Die Bedeutung der Symbole in den Bezirkswappen hat sich nicht geändert, sie ist dieselbe wie bei den Stadtwappen vorher.

## Wappen der Ortsteile
Von den anderen Ortsteilen des Bezirkes ist Schmargendorf der einzige, der ein eigenes Wappen besaß. Das Wappen von Schmargendorf hat mit der Eingemeindung in Groß-Berlin seine Gültigkeit verloren und verschwand aus dem amtlichen Gebrauch.

### Schmargendorf

Wappen von Schmargendorf

Obwohl Landgemeinden eigentlich kein Wappen besitzen sollten, bekam Schmargendorf am 9. Mai 1903 ein eigenes Wappen. Das Wappen ist schräg links geteilt. Oben in silbernem Feld ist ein halber, springender, roter Hirsch und unten in blauem Feld eine silberne Lilie. Die beiden Wappenhälften symbolisieren die beiden Familien, in deren Besitz Schmargendorf einst war. Der Hirsch ist dem Wappen des Geschlechts derer von Podewils entnommen und die Lilie derer von Wilmersdorff, die im 14. Jahrhundert Anteile an Schmargendorf erworben hatten.